# Concile de Laodicée

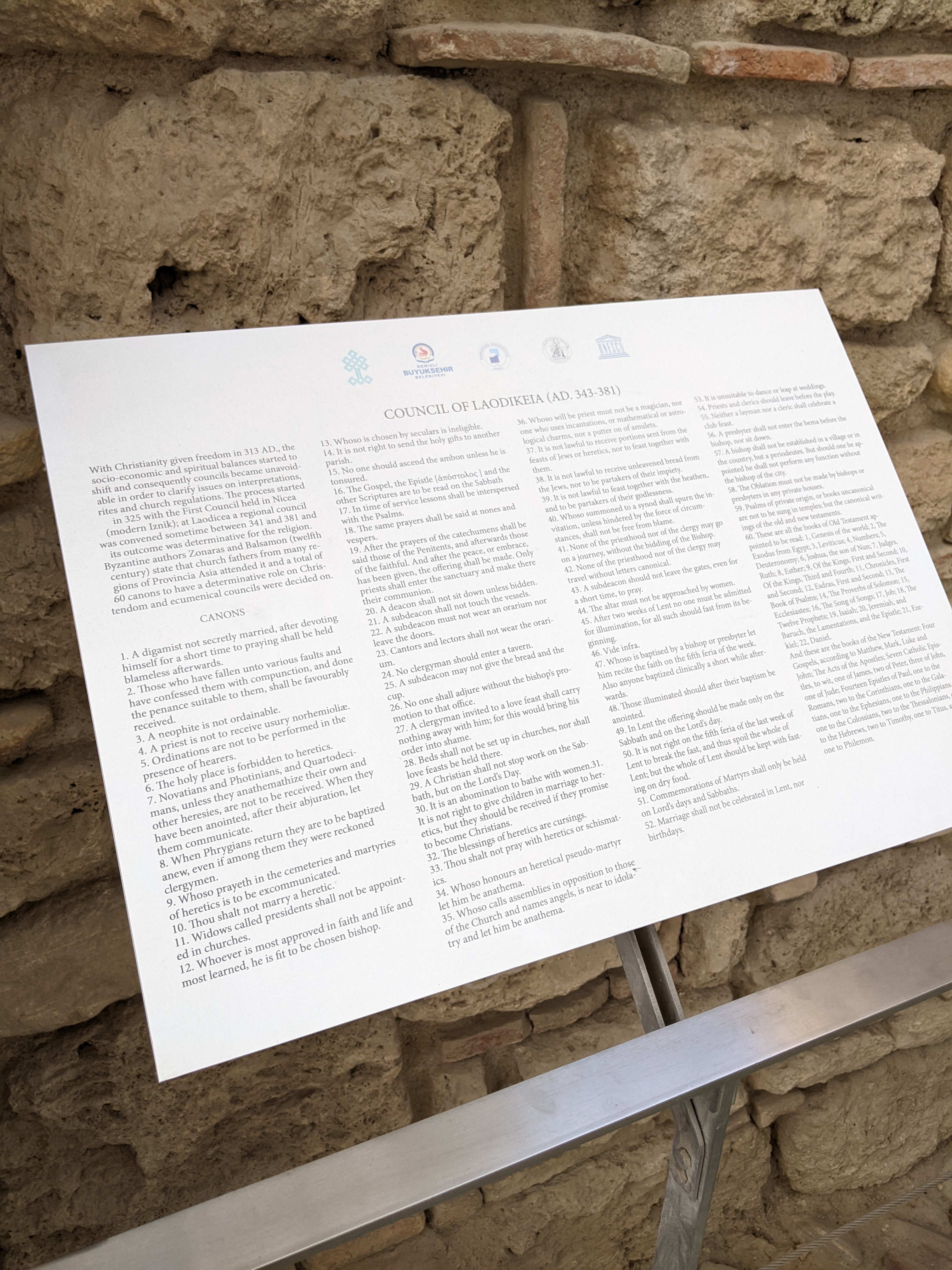
Fiche desciptive a l'intérieur de l'église de Laodicé. Là où a eu lieu le Concile.

Le concile de Laodicée est un concile chrétien régional qui eut lieu vers 364 à Laodicée, métropole de la Phrygie, province de l'Asie Mineure,. On s'accorde à le situer vers 363-364.
L'invocation de noms angéliques autres que ceux des trois archanges Michel, Gabriel et Raphaël est condamnée pour éviter les pratiques magiques et idolâtres.  L'astrologie est condamnée.

La solennité du shabbath est transférée au dimanche et pratiquer le shabbath le samedi, comme le faisaient les juifs, était puni d'anathème (c'est-à-dire d'excommunication).

## Sources et bibliographie
- Remy Ceillier, Histoire générale des auteurs sacrés et eclesiastiques, page 730, paru chez Paulus du Mesnil, en 1733.